# Wald (Oberpfalz)

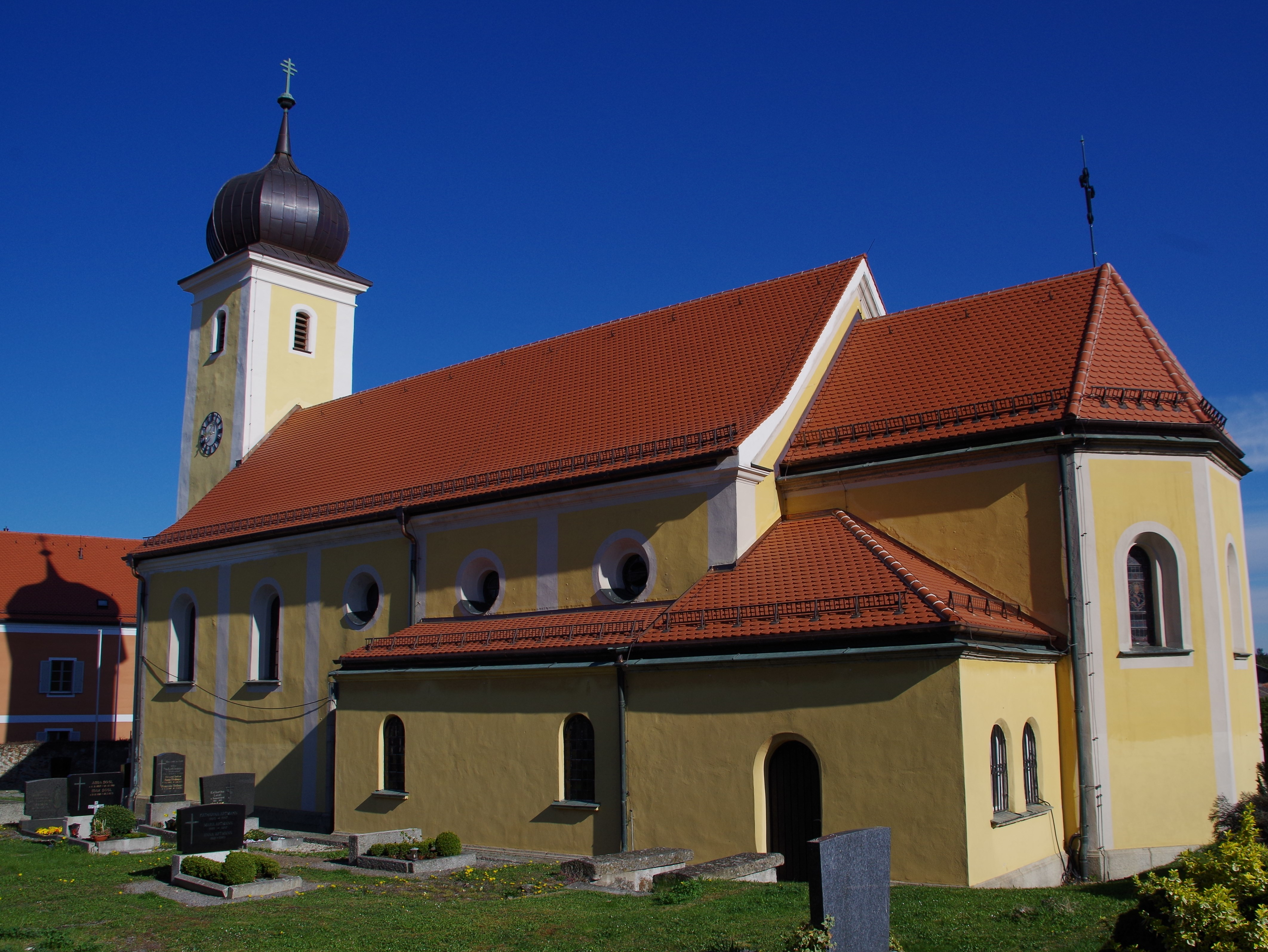
Pfarrkirche St. Laurentius in Wald

Wald ist eine Gemeinde im Oberpfälzer Landkreis Cham im Falkensteiner Vorwald. Sie ist die westlichste Gemeinde im Landkreis.

## Geographie

### Gemeindegliederung
Wald hat 41 Gemeindeteile (in Klammern ist der Siedlungstyp angegeben):
- Beckenschlag (Einöde)
- Buchendorf (Weiler)
- Dangelsdorf (Weiler)
- Dürnberg (Weiler)
- Fraunhofen (Weiler)
- Galgenberg (Weiler)
- Götzendorf (Weiler)
- Gschwand (Einöde)
- Gumping (Weiler)
- Hirschenbühl (Dorf)
- Hönighof (Einöde)
- Kolmberg (Dorf)
- Losenhof (Einöde)
- Luckstein (Dorf)
- Maiertshof (Dorf)
- Mainsbauern (Dorf)
- Nahenfürst (Weiler)
- Pfaffenöd (Einöde)
- Riegertshof (Weiler)
- Roßbach (Dorf)
- Sandorf (Weiler)
- Schönfeld (Weiler)
- Schwalbenhof (Einöde)
- Siegenstein (Dorf)
- Steghof (Weiler)
- Steinbach (Weiler)
- Steinmühl (Einöde)
- Steinsölden (Einöde)
- Sulzbach (Weiler)
- Süssenbach (Kirchdorf)
- Treitersberg (Einöde)
- Untersteinbach (Einöde)
- Wald (Pfarrdorf)
- Weitenfürst (Einöde)
- Wiesmühle (Weiler)
- Woppmannsdorf (Dorf)
- Wünschenbach (Weiler)
- Wutzldorf (Dorf)
- Zimmerhof (Weiler)
- Zwiglhof (Einöde)
- Zwiglmühl (Einöde)

Es gibt die Gemarkungen Buchendorf, Mainsbauern, Siegenstein, Süssenbach und Wald.

## Geschichte

### Bis zur Gemeindegründung
Wald gehörte zum Rentamt Amberg und zum Landgericht Wetterfeld des Kurfürstentums Bayern. Das Kloster Reichenbach konnte seine hier von jeher umstrittenen Niedergerichtsrechte über einschichtige Untertanen seit dem 17. Jahrhundert nicht mehr durchsetzen.
Im Rahmen der bayrischen Verwaltungsreformen zu Beginn des 19. Jahrhunderts kam Wald zum Landgericht Roding im Regenkreis und 1862 zum Bezirksamt und späteren Landkreis Roding. Dieser ging dann 1972 im Landkreis Cham auf.

### 20. und 21. Jahrhundert
Zum Ende des Zweiten Weltkrieges im April 1945 begannen die Todesmärsche von KZ-Häftlingen aus dem KZ Flossenbürg in das KZ Dachau. Zwei Häftlinge, die fliehen konnten, versteckten sich bis Kriegsende im Bräukeller bei Süssenbach. Dieser diente zu damaliger Zeit als Luftschutzbunker. Die Bevölkerung in Süssenbach versorgte sie mit Essen. Bei einem Häftling handelte es sich um den Niederländer Timo Pols, der nach dem Krieg von den Amerikanern als Sprecher der Gemeinde eingesetzt wurde.
In den letzten Jahrzehnten hat die Gemeinde im Rahmen der Dorferneuerung zahlreiche Projekte durchgeführt.

### Eingemeindungen
Im Jahr 1945 oder 1946 wurden Gebietsteile der aufgelösten Gemeinden Buchendorf und Tiefenbach eingegliedert. Im Zuge der Gebietsreform in Bayern kam am 1. Juli 1971 Mainsbauern und am 1. Januar 1972 Siegenstein und Süssenbach hinzu.

### Einwohnerentwicklung
Zwischen 1988 und 2018 wuchs die Gemeinde von 2358 auf 2887 um 529 Einwohner bzw. um 22,4 %.
- 1910: 741 Einwohner
- 1933: 892 Einwohner
- 1939: 901 Einwohner
- 1961: 1939 Einwohner
- 1970: 2043 Einwohner
- 1987: 2339 Einwohner
- 1991: 2470 Einwohner
- 1995: 2640 Einwohner
- 2000: 2721 Einwohner
- 2005: 2797 Einwohner
- 2010: 2835 Einwohner
- 2015: 2842 Einwohner

## Religionen
Wie in der gesamten Oberpfalz ist auch in Wald der größte Teil der Bevölkerung römisch-katholisch.
Im Gemeindegebiet gibt es die katholische Seelsorgeeinheit Wald-Zell. Sie ist dem Bistum Regensburg zugeordnet.

## Politik

### Gemeinderat
Der Gemeinderat besteht aus 14 Gemeinderäten und dem Ersten Bürgermeister. Die Kommunalwahlen 2020 brachten folgendes Ergebnis:
- CSU: 8 Sitze
- SPD/Parteifreie Bürger Gemeinde Wald: 6 Sitze

### Bürgermeister
Erste Bürgermeisterin ist seit 1. Mai 2020 Barbara Haimerl (CSU); diese wurde am 15. März 2020 mit 50,8 % der gültigen Stimmen gewählt. Ihr Vorgänger war vom 1. Mai 1990 bis 30. April 2020 Hugo Bauer (CSU).

### Wappen
| Wappen der Gemeinde Wald | Blasonierung: „In Silber über grünem Dreiberg, aus dem drei rote Flammen schlagen, ein aus dem linken Schildrand hervorbrechender golden gezungter roter Drache, der in den Fängen einen bewurzelten grünen Nadelbaum hält.“ |
| Wappen der Gemeinde Wald | Das Wappen wird seit 1982 geführt. |

### Paten- und Partnerschaften
- Gemeinde Eitzing – Oberösterreich
- Gemeinde Wald – Hohenzollern/B.-Württemberg
- Patenkompanie – Arnulfs-Kaserne Roding

## Kultur und Sehenswürdigkeiten

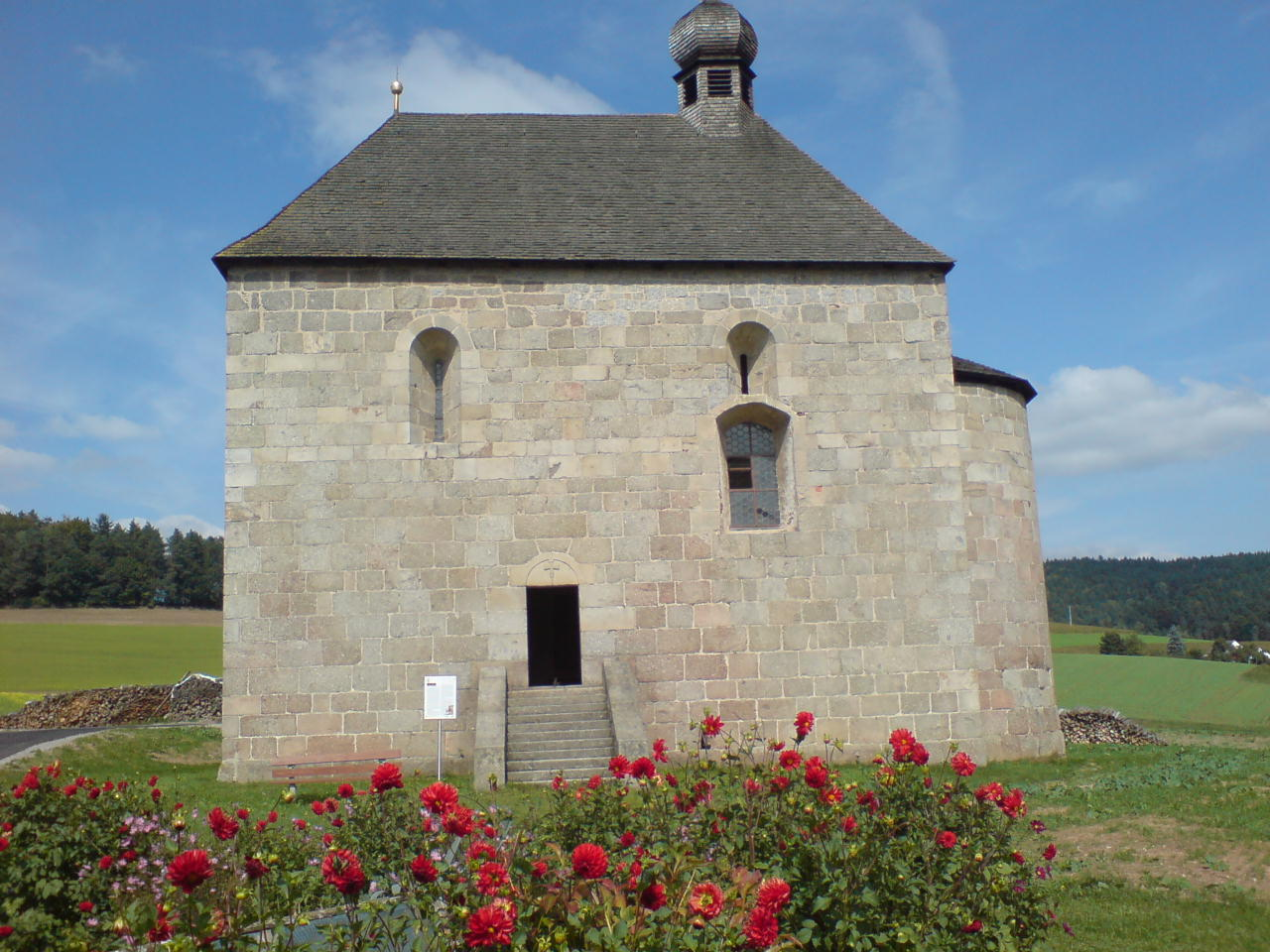
Wehrkirche St. Ägidius Schönfeld

### Baudenkmäler
- Pfarrkirche St. Laurentius Wald
- Expositurkirche St. Jakobus Süssenbach
- Burgkapelle Siegenstein
- Wehrkirche St. Ägidius Schönfeld
- Heiligbrünnl Süssenbach

### Bodendenkmäler
- Burgruine Siegenstein

### Theater
Die Theatergruppe "Walder Komödienstadl" ist im Jahr 2000 aus einem Stammtisch heraus entstanden. Geleitet wird die Gruppe von Reinhard Hof, der zum zehnjährigen Jubiläum das Theaterstück "Die rechte Hand des Teufels" geschrieben hat.

### Sport und Vereine
In der Gemeinde gibt es ein vielfältiges Vereinsleben und den Sportverein SSV Rossbach-Wald, der über zahlreiche moderne Sportanlagen verfügt. Die Freiwillige Feuerwehr Wald sowie die Feuerwehren der Ortsteile sorgen für den Brandschutz und die allgemeine Hilfe.

## Wirtschaft und Infrastruktur
Die Gemeinde Wald verfügt als Kleinzentrum über eine ausreichende ärztliche Versorgung und ist Standpunkt von landwirtschaftlichen Betrieben sowie Dienstleistungs-, Handwerks- und Handelsunternehmen. Die Gemeinde hat mehrere Baugebiete ausgewiesen und bietet Möglichkeiten für die Ansiedlung von Gewerbebetrieben.
Die Gemeinde hat einen Slogan: „Zukunft wagen, Wurzeln schlagen“.
Wichtige Ziele der Gemeindepolitik liegen derzeit bei Investitionen in regenerative, umweltfreundliche Energie, energiesparende Technik, der Weiterentwicklung der Infrastruktur sowie in der Breitbandversorgung.

### Arbeitsgemeinschaft Vorderer Bayerischer Wald
Am 8. Januar 2007 wurde die Arbeitsgemeinschaft Vorderer Bayerischer Wald, kurz AG Vorwald genannt, gegründet. Ziel der Arbeitsgemeinschaft ist es, die Region in touristischer, wirtschaftlicher und kultureller Hinsicht zu fördern und zu stärken. Mitglieder dieser Gemeinschaft sind die Gemeinden Altenthann, Bernhardswald, Brennberg, Falkenstein, Michelsneukirchen, Rettenbach, Wald, Wiesenfelden, Zell und die Stadt Wörth an der Donau. Überdies alle Heimat-, Tourismus- und Fremdenverkehrsvereine dieser Gemeinden.

### Tourismus
Die Gemeinde setzt vor allem auf Urlaub auf dem Bauernhof. Es gibt zahlreiche Fremdenpensionen und Gasthöfe.

### Bildung
- Kindertageseinrichtung mit 135 Plätzen und 125 betreuten Kindern (Stand 1. März 2018)
- Grundschule Wald mit fünf Lehrern und 86 Schülern (Schuljahr 2018/19)[9]
- Mittelschule Wald mit zwei Lehrern und 16 Schülern (Schuljahr 2018/19)[10]

Vor Ort unterrichten die Volkshochschule und Landkreismusikschule.

### Öffentliche Einrichtungen
- Mehrzweckhalle
- Gemeindebücherei
- Kläranlagen
- Wertstoffhof

### Medien
In der Gemeinde erscheint das Bayerwaldecho, eine Lokalausgabe der Mittelbayerischen Zeitung, sowie das Regensburger Wochenblatt, eine Ausgabe der Wochenblatt Verlagsgruppe.

## Persönlichkeiten

### Söhne und Töchter der Gemeinde
- Irma Holder (1925–2019), Schlagertexterin
- Pepe Ederer (* 1932), Komponist, Mitglied der Nilsen Brothers

### Mit der Gemeinde verbunden
- Harald Grill (* 1951), Schriftsteller, lebt seit 1978 mit seiner Familie in Wald